# Pemfigoide
Con il termine pemfigoide  in campo medico, si intende un gruppo di malattie bollose autoimmuni: al contrario dei pemfighi, ove avviene acantolisi e formazione di bolle intraepidermiche, nei pemfigodi il danno anticorpo-mediato è esclusivamente sottoepidermico e non vengono perciò danneggiati i desmosomi (si può arrivare al massimo a colpire la giunzione dermo-epidermica).

## Epidemiologia
Colpisce prevalentemente le donne in età avanzata (sopra il sesto decennio). Per quanto riguarda poi le varie tipologie, quella gravidica è rara, si manifesta 1 caso su 50 000 donne incinte.

## Manifestazioni
Comparsa di bolle a parete tesa, contenuto sieroso, con o senza alone eritematoso e pruriginose. Si possono riscontrare piccole emorragie, alopecia cicatriziale (nella forma cicatriziale).

## Varianti
Queste sono le varianti di pemfigoide note:
- Pemfigoide bolloso
- Pemfigoide delle membrane mucose
- Pemfigoide anti-p200
- Pemfigoide anti-collagene di tipo IV
- Pemfigoide anti-antigene 105 kDa
- Pemfigoide cicatriziale
- Pemfigoide gravidico

## Terapia
Il trattamento è farmacologico e si basa sulla somministrazione di corticosteroidi sistemici come il prednisone e in alcuni casi di dapsone e tetracicline. La terapia sistemica può essere da una terapia topica con corticosteroidi ad alta potenza come clobetasolo.